# Вачарасиндху, Парит
Парит Вачарасиндху (тайск. พริษฐ์ วัชรสินธุ; также известный как Итим (тайск. ไอติม); род. 10 декабря 1992, Бангкок, Таиланд) — таиландский политический деятель, член Палаты представителей Таиланда, пресс-секретарь партии «Движение вперёд», а после её роспуска — пресс-секретарь «Народной партии».

## Биография

### Ранние годы

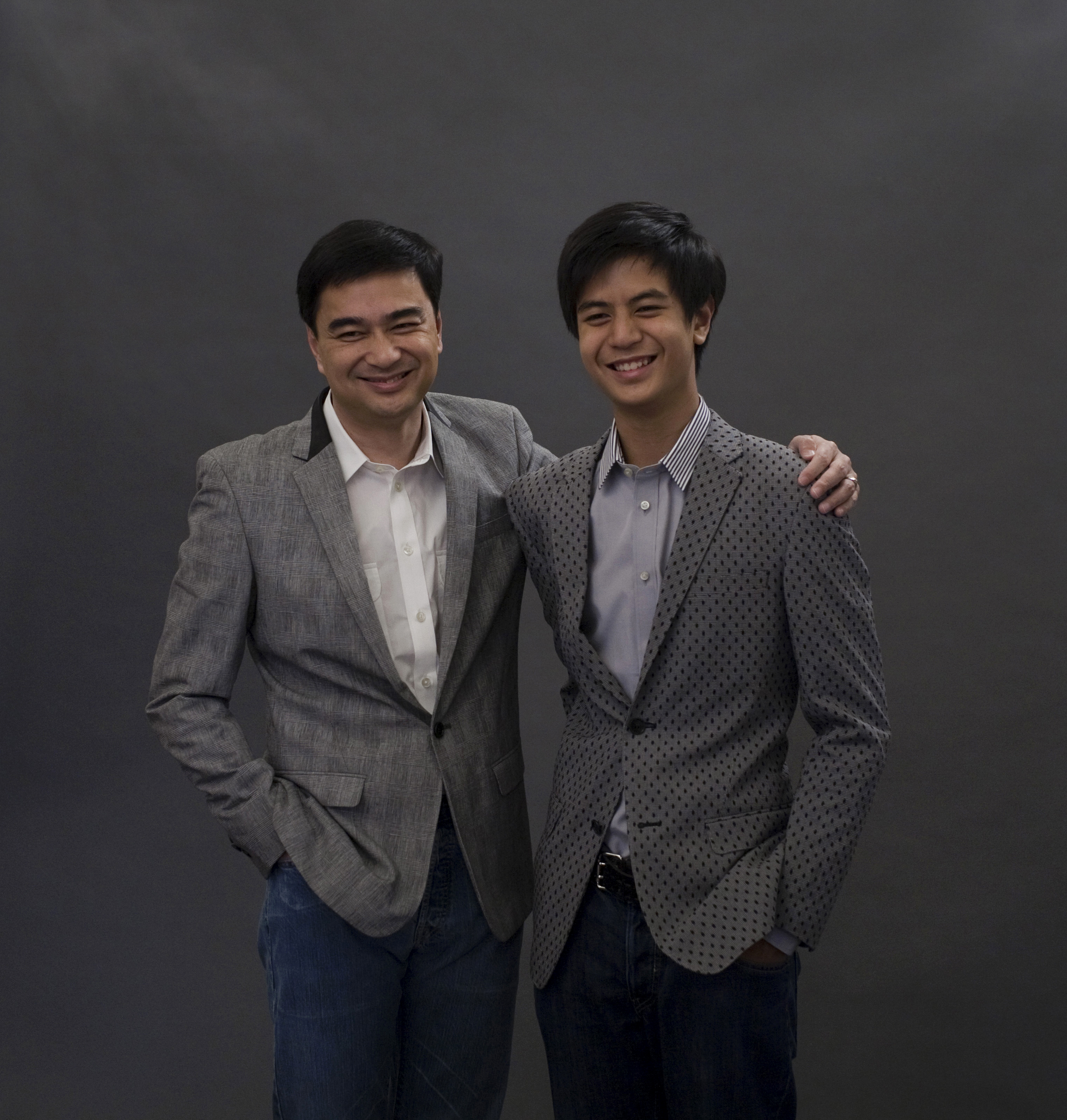
Парит Вачарасиндху (справа) с Апхиситом Ветчачивой (слева) в 2010 году.

Парит родился в известной тайской семье. Оба его родителя — врачи. Отец — доктор Сутипонг Вачарасиндху, а его мать, доктор Алиса Вачарасиндху (урождённая Ветчачива), является старшей сестрой бывшего премьер-министра Таиланда и бывшего лидера «Демократической партии» Апхисита Ветчачивы.
Парит окончил демонстрационную начальную школу Университета Чулалонгкорна. Когда ему было девять лет, он уехал учиться в Англию в подготовительные школы. В интервью он рассказал, что первое время учиться в Великобритании было очень страшно. Вернувшись в Таиланд, он перешёл в международную школу Шрусбери, чтобы лучше выучить английский язык. Затем, в возрасте 13 лет, он сдал экзамен на Королевскую стипендию в Итонском колледже и позже был принят в качестве стипендиата. Он получил степень бакалавра философии, политики и экономики в Сент-Джонс колледже при Оксфордском университете.
Широко известен в тайском обществе благодаря тому, что был стажёром в канцелярии премьер-министра Апхисита Ветчачивы в 2009 году.
Во время учёбы в Оксфорде в 2014 году был избран президентом Оксфордского союза, крупнейшего студенческого общества Оксфордского университета и одного из старейших дискуссионных обществ в мире. Он был первым тайцем, взявшим на себя эту роль.

### Карьера
После окончания Оксфорда Парит планировал заняться политикой, однако страна всё ещё находилась под военным правлением. Поскольку запланированных выборов не было, вместо этого он стал консультантом фирмы McKinsey, работая над различными проектами в Юго-Восточной Азии.

### Политическая карьера

#### Член «Демократической партии»
В 2018 году Парит оставил работу в McKinsey и вернулся в Таиланд, чтобы начать карьеру в тайской политике. Он вступил в «Демократическую партию» и подтвердил своё желание баллотироваться в члены Палаты представителей.
В ожидании объявления военной хунтой выборов, Парит вёл и был сопродюсером телепрограммы «Видеть глазами» (тайск. เห็นกับตา) на телеканале PPTV HD, начиная с 4 мая 2018 года. Шоу заключалось в том, что в каждом эпизоде он пробовал разные профессии (например, сборщика мусора).
С целью воспитать новое поколение политиков-демократов он также стал соучредителем группы «Новые демократы» в «Демократической партии», совместно с Суработом Ликпаем (сыном бывшего премьер-министра страны Чуана Ликпая), Канаватом Чантаралаваном, а также с Порнпромом Викитсретом (сыном политика Панича Викитсрета).
26 декабря 2018 года он был назначен кандидатом от 13-го избирательного округа Бангкока, состоящего на парламентских выборах 2019 года. Это место ранее занимал Нат Бантадтан (сын предыдущего лидера демократов Банята Бантадтана) и считается сильным демократическим округом. Как правило, новым кандидатам, таким как Парит, не предоставлялись «безопасные места» (округа, где легко одержать победу), поскольку эти места зарезервированы для действующих кандидатов или более высокопоставленных членов партии.

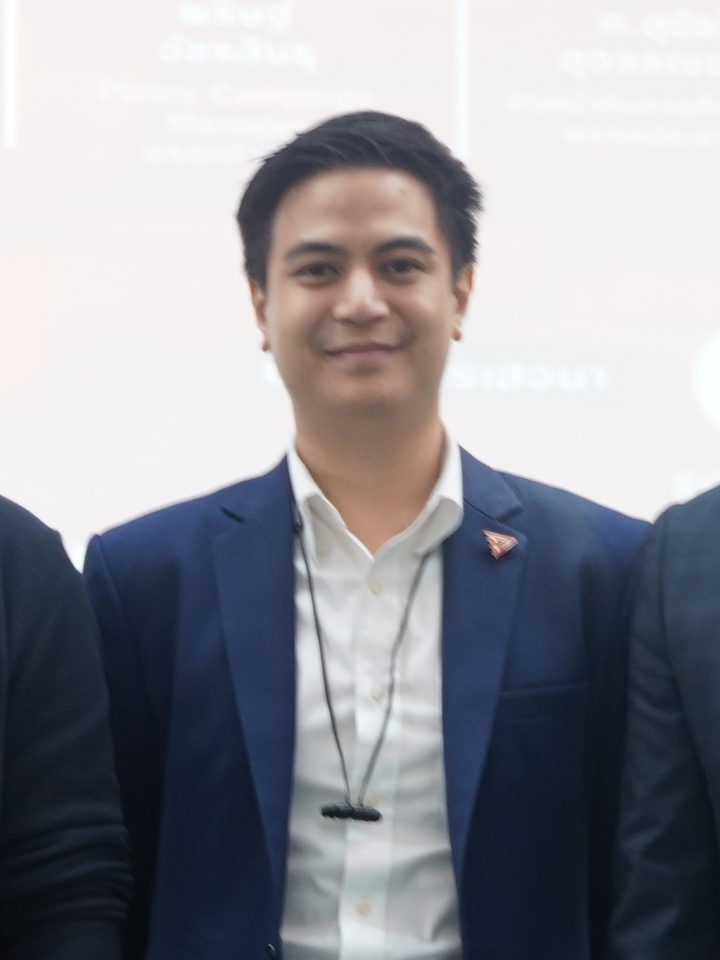
Парит Вачарасиндху в 2022 году.

Однако «Демократическая партия» потерпела сокрушительное поражение на выборах 2019 года, потеряв все свои места в Бангкоке, который традиционно являлся оплотом демократов. Парит, баллотировавшийся в 13-м избирательном округе Бангкока, занял только 4-е место.
После сообщений в СМИ о том, что высокопоставленные члены партии планируют сформировать коалиционное правительство с «Паланг Прачарат», партией, поддерживающей хунту, Парит и его коллеги из «Новых демократов» выступили против этого шага, сославшись на предвыборное обещание партии, что она не поддержит генерала Праюта и сохранение власти хунты. Вместо этого Парит призвал партию организовать открытые праймериз, на которых члены партии и не члены могли бы проголосовать за её будущее. Однако «Демократическая партия» в конечном итоге присоединилась к коалиции «Паланг Прачарат», и вскоре Парит покинул партию.
После ухода он основал образовательную компанию Startdee, которую назвал доступной и качественной образовательной платформой.

#### Переход в «Движение вперёд» и избрание депутатом
В 2022 году Парит присоединился к партии «Движение вперёд», одной из ведущих оппозиционных партий в Палате представителей. С тех пор он стал руководителем политической кампании партии и заявил, что не вернётся в «Демократическую партию».
На парламентских выборах 2023 года Парит баллотировался 11-м кандидатом по партийному списку «Движения вперёд» и был избран в Палату представителей, где занял пост пост председателя Комиссии политического развития, массовой коммуникации и участия общественности.

## Личная жизнь
Парит известен своими отношениями с актрисой телеканала Channel 3 Нуттаничей Дунгваттанаванич. Они были вместе три года, прежде чем расстались в 2017 году.